# دارلين تومبكينز
دارلين تومبكينز (بالإنجليزية: Darlene Tompkins)‏ هي ممثلة أمريكية، ولدت في 16 نوفمبر 1940 بشيكاغو في الولايات المتحدة.

## وصلات خارجية
- دارلين تومبكينز على موقع IMDb (الإنجليزية)
- دارلين تومبكينز على موقع ميوزك برينز (الإنجليزية)
- دارلين تومبكينز على موقع قاعدة بيانات الفيلم (الإنجليزية)